# Міранда (муніципалітет)
Міранда (італ. Miranda) — муніципалітет в Італії, у регіоні Молізе,  провінція Ізернія.
Міранда розташована на відстані близько 150 км на схід від Рима, 36 км на захід від Кампобассо, 6 км на північ від Ізернії.
Населення — 1066 осіб (2014).

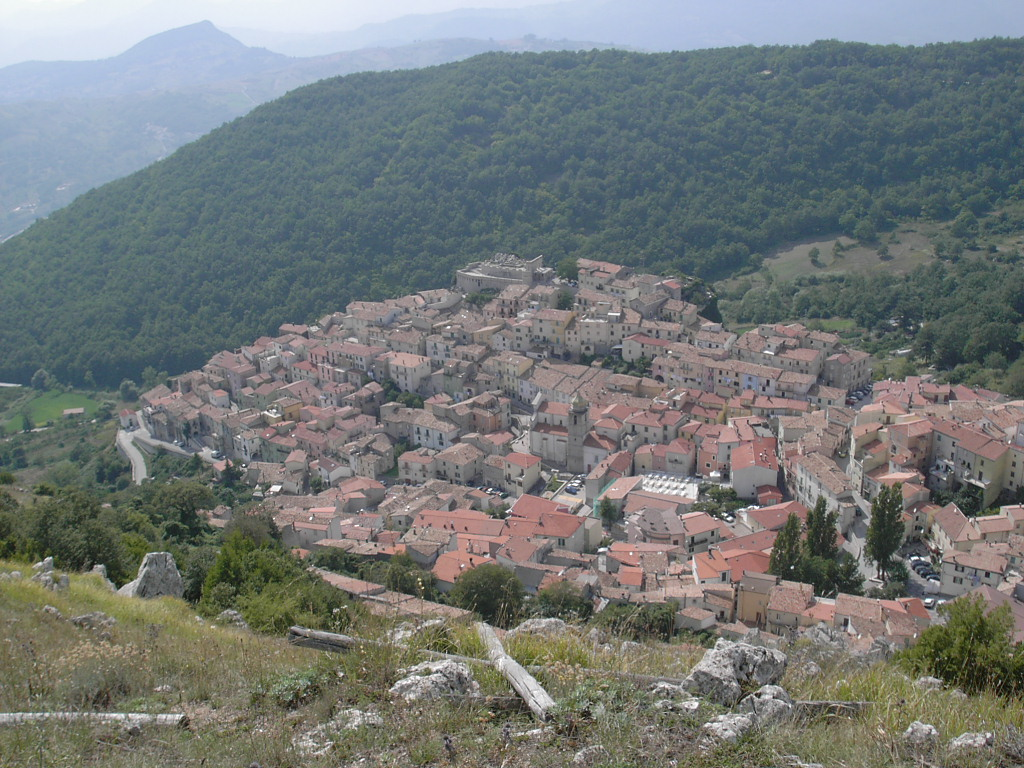

Щорічний фестиваль відбувається 13 червня. Покровитель — Sant'Antonio di Padova.

## Демографія
Населення за роками:

Станом на 1 січня 2023 року в муніципалітеті офіційно проживало 37 іноземців з 14 країн, серед них 3 громадяни країн Євросоюзу та 2 громадяни України.

## Сусідні муніципалітети
- Каровіллі
- Ізернія
- Песке
- Песколанчіано
- Рокказікура
- Сессано-дель-Молізе